# Gloster Grouse
El Gloster Grouse fue un biplano británico de la década de 1920, desarrollado por la Gloster Aircraft Company. A menudo considerado el prototipo del Gloster Grebe, el Grouse fue construido originalmente como un avión experimental y luego desarrollado como entrenador. A pesar de su diseño compacto y maniobrabilidad, el Grouse no fue en sí un éxito comercial, aunque formó la base para los cazas Gloster Grebe y Gamecock que fueron utilizados por la Real Fuerza Aérea británica hasta la década de 1930.

## Diseño y desarrollo
El diseño del Gloster Grouse fue un experimento para combinar las ventajas del monoplano con las de un biplano. Fue diseñado por el ingeniero de aviación y diseñador de aviones inglés Henry Folland, el diseñador del S.E.5, entre otros aviones. El ala superior tenía un perfil aerodinámico grueso y de alta sustentación, mientras que el ala inferior era más pequeña, con un perfil aerodinámico de sustentación media más delgado, situado con un ángulo de ataque más pequeño que el ala superior. Esta disposición fue pensada para producir una alta sustentación para el despegue con baja resistencia.
Para probar esta disposición, se instalaron nuevas alas en un fuselaje modificado de un Gloster Sparrowhawk para producir el Gloster Grouse. El avión resultante fue un pequeño biplano con alas de madera de un solo vano. El fuselaje era bastante corto, y aunque el avión utilizaba el fuselaje de un Sparrowhawk II biplaza, la cabina delantera estaba carenada, dejando un solo asiento para el piloto en una cabina abierta. El Grouse conservó el motor rotativo Bentley B.R.2 del Sparrowhawk, que movía una hélice bipala.
El prototipo Grouse Mk.I (matrícula G-EAYN) voló por primera vez en 1923, demostrando durante las pruebas que las teorías de Folland eran correctas. Tras la evaluación por parte de la RAF, se realizaron pedidos de tres derivados del caza, que serían propulsados por motores radiales Armstrong Siddeley Jaguar, designados como Gloster Grebe.
En 1924, Gloster reconstruyó el Grouse y lo convirtió en un entrenador básico de dos asientos, el Grouse II, propulsado por un radial Armstrong Siddeley Lynx para reemplazar a los viejos Avro 504 de la RAF, que surgieron en esta forma en 1925.

## Historia operacional
El Grouse II no logró satisfacer las necesidades de la RAF, siendo preferida una nueva versión del Avro 504, el 504N, también propulsado por el motor Lynx. La Compañía de Aviación del Ejército Sueco adquirió el prototipo Grouse II como entrenador avanzado. El avión fue entregado poco antes de que se fundara la Fuerza Aérea Sueca en el verano de 1926. Durante su estancia en Suecia, sólo voló 109 horas. Los pilotos quedaron impresionados con el buen rendimiento del avión, pero no se proporcionaron más Gloster Grouse a la Fuerza Aérea.

## Operadores
Suecia
- Real Fuerza Aérea Sueca

## Especificaciones (Grouse II)
Referencia datos: Gloster Aircraft since 1917 

### Características generales
- Tripulación: Dos
- Longitud: 6,2 m (20,3 ft)
- Envergadura: 8,5 m (27,8 ft)
- Altura: 2,9 m (9,4 ft)
- Superficie alar: 19 m² (204,5 ft²)
- Peso vacío: 633 kg (1395,1 lb)
- Peso cargado: 961 kg (2118 lb)
- Planta motriz: 1× motor radial de 7 cilindros refrigerado por aire Armstrong Siddeley Lynx.
  - Potencia: 138 kW (190 HP; 188 CV)
- Hélices: Bipala de paso fijo

### Rendimiento
- Velocidad máxima operativa (Vno): 190 km/h (118 MPH; 103 kt)
- Alcance: 3 h 45 min
- Techo de vuelo: 5500 m (18 045 ft)
- Tiempo a altitud: 17 min para 3000 m (10 000 pies)

## Aeronaves relacionadas

### Desarrollos relacionados
- Gloster Sparrowhawk
- Gloster Grebe
- Gloster Gamecock

### Aeronaves similares
- Avro 504

### Secuencias de designación
- Secuencia G._ (interna de Gloster): G.1 - G.11 - G.12 - G.14 - G.16 →
- Secuencia Ö _ (Entrenadores Avanzados de la Fuerza Aérea sueca, 1926-actualidad): Ö 1 - Ö 2 - Ö 3 - Ö 4 - Ö 5 - Ö 6 →